# Uda (stad)
Uda (宇陀市, Uda-shi) is een stad in de prefectuur Nara op het Japanse eiland Honshu. De stad heeft een oppervlakte van 247,62 km² en 36.061 inwoners (2007). Uda ligt op de Yamato vlakte en is van alle kanten omringd door bergen.

## Geschiedenis
Uda werd een stad (shi) op 1 januari 2006 door de samenvoeging van de gemeenten Ouda, Utano, Haibara en het dorp Muro.

## Verkeer
Uda ligt aan de Osaka-lijn van Kintetsu (近畿日本鉄道株式会社, Kinki Nippon Tetsudō).
Uda ligt aan de volgende autowegen:
- Autoweg 165
- Autoweg 166
- Autoweg 369
- Autoweg 370 (richting Kainan en Nara)